# Bazilika Svatého Kříže v Jeruzalémě

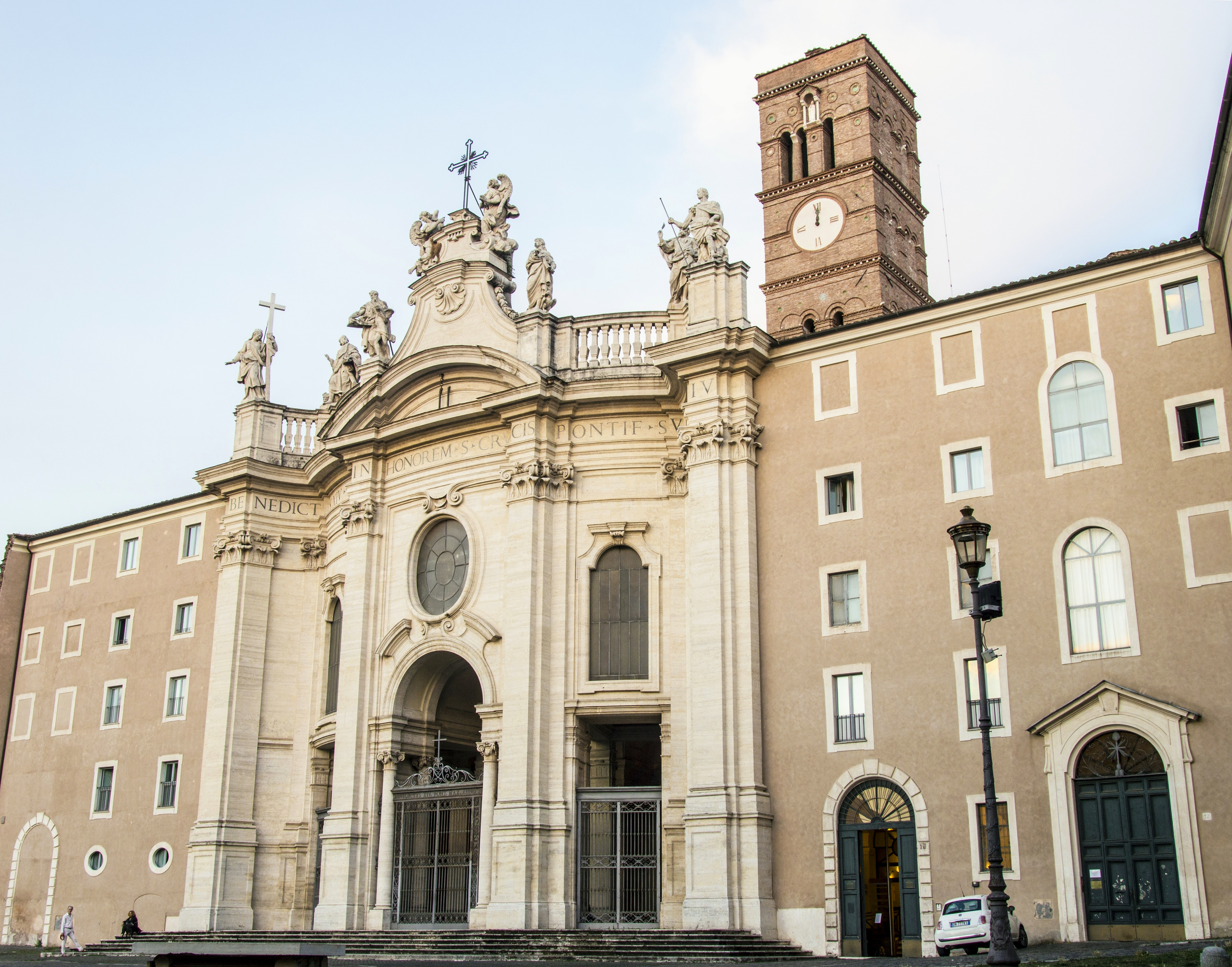
Fasáda baziliky a kláštera

Bazilika Svatého Kříže v Jeruzalémě (italsky Santa Croce in Gerusalemme, latinsky Sanctae Crucis in Hierusalem) je basilica minor, jeden z nejstarších chrámů v Římě a od roku 523 titulární kostel kardinálů rione Esquilino.  Patří mezi sedm římských poutních kostelů, které mají poutnící pěšky obejít v jediném dni.

## Historie
První soustavou rezidenčních staveb na tomto pozemku byly: vila Horti Variani ad Spem Veterem', jejíž stavbu zahájil císař Septimius Severus a dokončil císař Elagabalus ve třetím století. Do areálu dále patřily divadlo Amphitheatrum Castrense, Circus Varianus a Elenianské lázně (nazvané podle obnovy za císařovny Heleny). Obytné jádro mělo velký sál , který později posloužil jako základ baziliky, a půlkruhovou apsidu.
Při výstavbě Aureliánských hradeb v roce 272 byla vila zbavena části svého stavebního materiálu,  její areál ke hradbě těsně přiléhal. Antický areál vně baziliky se rozkládá severně od ní, zčásti je zastavěn budovou Národního muzea hudebních nástrojů, v západní části stojí budova vojenského muzea a obdélná rovná plocha parku mezi nimi je archeologickým polem bez zjevných fragmentů architektury Další fragmenty architektury jsou viditelná za závěrem baziliky východně a severovýchodně odtud. 
Na počátku 4. století si palác , zvaný Palazzo Sessoriano, vybrala za rezidenci císařovna Svatá Helena, matka císaře Konstantina I. Velikého. Jméno Sessoriano pochází z latinského sedeo nebo „siedo“, protože v pozdní císařské éře se v sále paláce scházela císařská rada. 
Z  Heleniny iniciativy byl velký obdélný sál kolem roku 320 přeměněn na křesťanskou baziliku, původně krytou plochým stropem, osvětlenou dvaceti okny umístěnými po pěti na každé straně a s cennou mramorovou výzdobou ve spodním pásu. Byla užívána jako palácová kaple její rezidence nedaleko římského Lateránu. Helena do ní dala přivézt podstatné části Kristova kříže, nalezeného na kalvárii v Jeruzalémě. Z nich dvě - v současnosti největší dochované části - jsou vystaveny v Kapli relikvií. Dále zde dala rozptýlit hlínu z Kalvárie.
Již papež Řehoř I. Veliký z ní vytvořil titulární kostel. Současná podoba kostela je výsledkem mnoha přestaveb, z nichž poslední velkou byla pozdně barokní v polovině 18. století. Ke kostelu přiléhá budova cisterciáckého kláštera.
Papež Řehoř I. Veliký  baziliku ustanovil za titulární kostel  kardinálů rione Esquilino v roce 523. Přestože se nacházela na předměstí Říma, stala se díky oblibě relikvií, které uchovávala, cílem pravidelných poutí. V osmém století byla bazilika obnovena papežem Řehořem II. Poté postupně upadala v zanedbání, obnovil ji až papež Lucius II ve 12. století. Nová stavba v románském slohu již měla hlavní střední loď a dvě postranní, hranolovou zvonici (kampanilu)  a otevřenou lodžii.  V interiéru se z této stavební etapy dochovala mozaiková dlažba kameníků skupiny Cosmatů.  Z osmi původních pater zvonice zůstala viditelná pouze poslední čtyři; první čtyři patra jsou místo toho začleněna do kláštera.
Založení kláštera se datuje do 10. století. V průběhu staletí se v areálu vystřídaly různé náboženské komunity. Papež Lev IX. v roce 1049 svěřil klášter benediktinům z Montecassina. V roce 1062 papež Alexandr II. dosadil regulované kanovníky-augustiniány ze San Frediano di Lucca, kteří odešli během avignonského období papežství. Kolem roku 1370 přidělil papež Urban V.  Santa Croce kartuziánům, kteří zde zůstali až do roku 1561, kdy se vedení ujali lombardští cisterciáci z kongregace svatého Bernarda. Tato kongregace byla definitivně zrušena v roce 2011 výnosem Kongregace pro instituty zasvěceného života a společnosti apoštolského života poté, co šetření nalezlo důkazy o liturgických a finančních nesrovnalostech i světském životním stylu. Nyní slouží budovy kláštera ubytovacímu zařízení hotelového typu, provozovanému křesťanskou společností.
V průběhu středověku byla bazilika oblíbeným cílem poutí, zejména kajícného typu, v době postní. Na Velký pátek sami papežové kráčeli bosi na znamení pokání podél hradeb po silnici, která spojovala Lateránskou baziliku s bazilikou Santa Croce, aby přišli a uctili relikvii Ježíšova utrpení. Tuto tradici pak převzal Římský misál a začlenil ji do liturgie Velkého pátku, která zahrnuje období klanění Svatému kříži.
V roce 1601, během svého prvního pobytu v Římě, byl Peter Paul Rubens pověřen rakouským arcivévodou Albertem, aby namaloval první ze šesti oltářních obrazů, a to Svatá Helena nalezla Pravý kříž.  Dva další obrazy Svatá Helena s Pravým křížem a Posmívání Kristu, jsou nyní ve francouzském Grasse. Třetí obraz s námětem Povýšení Svatého kříže, bylo ztraceno. Současnou pozdně barokní podobu získal kostel za papeže Benedikta XIV. (1740–1758), který byl jeho titulárním kardinálem před povýšením na papežský stolec. Tato restrukturalizace z 18. století vedla k celkové obnově interiéru s novou malbou klenby, kterou vytvořil Corrado Giaquinto. Také byly vytyčeny a otevřeny nové ulice, které spojují baziliku s bazilikami San Giovanni in Laterano a Santa Maria Maggiore. 
Fasáda baziliky, kterou navrhli Pietro Passalacqua a Domenico Gregorini, sdílí typický pozdně římský barokní styl s konkávně zvlněným průčelím, flankvanými dvojicemi pilastrů, procházejícími všemi patry až k hlavní římse, rovněž zvlněné a přetínané. Na atice je šest soch, po stranách sv. Helena s křížem a její syn, Konstantin Veliký, mezi nimi čtveřice stojících evangelistů a and nimi uprostřed Kristus vítězný. Na průčelí je plastický papežský znak. Při pohledu od severu je patrno, jak je nové průčelí odděleno od původní baziliky. Spojnici tvoří jen sloupová předsíň (atrium) s oválnou klenbou, osvětlenou uprostřed okulem.

## Interiér
Kostel má dvě úrovně:
- Přízemí: současnou románsko-renesanční architekturu se 6 přízedními oltáři s freskami v postranních kaplích.

Na klenbě apsidy se dochovala raně renesanční mozaika, jejímž autorem je Melozzo da Forlì, vytvořil ji před rokem 1485: zobrazuje nahoře Krista Pantokratora řehnajícího v mandorle. V pásu dole se odvíjí legenda o naezení a přenesení Svatého kříže s doprovodem sv. Heleny a dalších světců.
V apsidě je polokruhové mramorové sedile pro sbor kněží. 
Uprostřed kněžiště stojí věžový svatostánek.
Šest kamenných rámů postranních oltářů má nyní barokní obrazy ze života sv. Bernarda z Clairvaux (Carlo Maratta ad.), v rámu středního oltáře v severní lodi je zavěšen gotický krucifix.  
- Spodní patro je přístupné ze závěru bočních lodí:
- Kaple sv. Heleny: z  jižní lodi po mělkých schodech: Tvoří je na šířku orientovaná kaple sv. Heleny s odhaleným úsekem raně středověkého terénu (s údajnou hlínou z kalvárie) pod skleněnou deskou.

Na oltáři stojí kamenná socha sv. Heleny v nadživotní velikosti, která vznikla přesekáním antické sochy římské bohyně Juno, objevené v Ostii. helena drží v levé ruce dva hřeby z Kristova kříže. Na klenbě kaple je mozaika ze 16. století.
- Kaple Svatých relikvií: je přístupná po schodech ze závěru severní boční lodi, je rozčleněna na čtyři prostory, všechny jsou obloženy barevnými mramory se znaky Řádu svatého Jana Jeruzalémského: kaple s oltářem Řádu svatého Jana Jeruzalémského, kaple s vitrínou se sedmi relikviemi v relikviářích a s obnaženým prknem z Kristova kříže o rozměrech cca 180x 25 cm, dále je úzký prostor s fotokopií Turínského plátna ve skutečném měřítku a s dřevořezbou ukřižovaného Krista od současného italského sochaře (z roku 1995); pohřební místnost šestileté dívky Antonietty, která bydlela vedle kostela a zemřela na vrozené nevyléčitelné onemocnění kostí, údajně v pověsti svatosti.

## Seznam kardinálů titulářů
- Giovanni (?) (1012–před 1033)
- Amico seniore, benediktin (1088–circa 1120)
- Amico iuniore, benediktin (1120–1122)
- Gerardo Caccianemici dell'Orso (1122–1144)
- Thibaud (Théobald), benediktin (1171–1178)
- Ardoino (Arduino da Piacenza) (1178–asi 1184)
- Domnus Albini (Albino da Milano) (1185–1189)
- Leone Brancaleone (1202–1230)
- Pietro d'Aquila benediktin (1294–1298)
- Teodorico (Thierry) Ranieri (1298–1299)
- Raymond de Canillac, (1350–1361)
- Guy de Malesec (Maillesec) (1375–1384)
- Cosma Gentile Migliorati (1389–1404)
- Giovanni Migliorati (1405–1410)
- Francesco Lando (1411–1424)
- Niccolò Albergati (1426–1433)
- Domenico Capranica (1444–1458)
- Angelo Capranica (1460–1472)
- Pedro González de Mendoza (1478–1495)
- Bernardino López de Carvajal (1495–1507); in commendam (1507–1511)
- Antonio Maria Ciocchi del Monte, in commendam (1511–1527)
- Francisco de los Ángeles Quiñones (1527–1540)
- Marcello Cervini (1540–1555)
- Bartolomé de la Cueva de Albuquerque (1555–1562)
- Giovanni Antonio Capizzuchi (1562–1565)
- Francisco Pacheco de Toledo (1565–1579)
- Albrecht VII. Habsburský (1580–1598)
- Francisco de Múxica Guzmán de Avila (o Dávila) (1599–1606)
- Ascanio Colonna (1606)
- Antonio Zapata y Cisneros (1606–1616)
- Gaspar Borja (Borgia) y Velasco (o Borgia) (1616–1630)
- Baltasar Moscoso y Sandoval (1630–1665)
- Alfonso Litta (1666–1679)
- Johann Eberhard Nidhard (Nidhardus, Neidarth, Neidhardt, Neithardt, Neidthardt), jezuita (1679–1681)
- Decio Azzolini junior (1681–1683)
- neobsazeno (1683–1689)
- Pedro de Salazar (1689–1706)
- Ulisse Giuseppe Gozzadini (1709–1728)
- Prospero Lambertini (1728–1740)
- Giuseppe Firrao il Vecchio (1740–1744)
- Gioacchino Bessozzi, cisterciák (1744–1755)
- Luca Melchiore Tempi (1757–1762)
- Lodovico Valenti (1762–1763)
- Nicola Serra (1766–1767)
- neobsazeno (1767–1775)
- Antonio Visconti (1775–1788)
- František de Paula Hrzán (1788–1804)
- neobsazeno (1804–1816)
- Alessandro Malvasia (1816–1819)
- Placido Zurla (1823–1834)
- Alessandro Giustiniani (1834–1843)
- Antonio Maria Cagiano de Azevedo (1844–1854)
- Ján Krstiteľ Scitovský (1854–1866)
- Raffaele Monaco La Valletta (1868–1884)
- Lucido Maria Parocchi (1884–1889)
- Pierre-Lambert Goossens (1889–1906)
- Benedetto Lorenzelli (1907–1915)
- Willem Marinus van Rossum, redemptorista (1915–1932)
- Pietro Fumasoni Biondi (1933–1960)
- Giuseppe Antonio Ferretto (1961)
- Efrem Forni (1962–1976)
- Victor Razafimahatratra, jezuita (1976–1993)
- Miloslav Vlk (1994–2017)
- Juan José Omella Omella (od 2017)